# Metafunción
El término metafunción surge en la gramática sistémico funcional del lingüista Michael Halliday y se considera una propiedad universal de las lenguas. La lingüística sistémico funcional está más orientada a la semántica y a la funcionalidad que a la estructura sintáctica. Debido a que parte de una teoría funcional, se propone que, tanto la aparición de la gramática, como las estructuras gramaticales, tendrían que explicarse en términos de los roles que la lengua tomó a lo largo de su evolución. Mientras que las lenguas varían en cómo se estructuran, y en los contextos culturales en los que se emplean, se considera que todas están formadas y organizadas en relación con tres metafunciones. Michael Halliday, el fundador de la lingüística sistémico funcional, llama a estas tres funciones: ideacional, interpersonal , y textual. La ideacional además se divide en lógica y experiencial. 
Las metafunciones son clusters sistématicos. Es decir,  son grupos  de sistemas semánticos que crean significados de una misma clase. Las tres metafunciones se proyectan en la estructura de la cláusula. Por esta razón, los lingüistas sistémicos analizan una cláusula desde tres perspectivas. Halliday argumenta que el concepto de metafunción es una unidad de un conjunto pequeño de principios necesarios para explicar cómo funciona la lengua; este concepto de la función en la lengua se requiere para explicar la organización del sistema semántico de la lengua. La función está considerada como "una propiedad fundamental de la lengua misma".
Según Ruqaiya Hasan, las metafunciones en LSF "no están jerarquizadas;  tienen el mismo estatus, y las tres se manifiestan en cada acto lingüístico: de hecho, una tarea importante para los gramáticos es describir cómo las tres metafunciones se entrelazan en la misma unidad lingüística". Hasan argumenta que esta manera  en la que Halliday  explica las funciones de lengua es diferente a la de Karl Bühler, por ejemplo, para quien las funciones de lengua están ordenadas por una jerarquía, en la que la función referencial es la más importante de todas. Para Buhler, las funciones operaban una a la vez. En LSF, las metafunciones operan simultáneamente, y cualquier enunciación es una armonía  de elecciones a través de las tres.

## Función ideacional
La función ideacional es la que se ocupa de construir y mantener una teoría de la experiencia. Incluye la función experiencial y la función lógica. Para Halliday, la función ideacional implica que la experiencia humana se construye como una secuencia de actividades que involucran personas o cosas en diferentes circunstancias. Así, la metáfora ideacional se compones de procesos (verbos), participantes (personas, seres vivos, cosas, conceptos) y circunstancias (tiempo, lugar, etc.). Además, se divide en las 2 siguientes categorías. 

### Función Experiencial
Esta función se refiere a las elecciones gramaticales que permiten a los hablantes crear significados sobre el mundo que nos rodea y del mundo de nuestras ideas:
"Más evidentemente, quizás, cuándo  miramos a los niños pequeños que interaccionan con los objetos  de su alrededor, observamos que  utilizan la lengua para codificar un modelo teórico de su experiencia. Esto es lengua  en la función experiencial; los patrones para significar están instalados en el cerebro y se expanden en una escala vasta conforme va el niño, confabulado con todos a su alrededor, construyendo, renovando y dando mantenimiento a realidad “semiótica” que proporciona el marco de la existencia cotidiana y, a su vez, se manifiesta en cada momento discursivo, hablado o escuchado. Tendríamos que acentuar,  pienso, que la gramática no es meramente representar la experiencia;  sino construir la experiencia."
Halliday argumenta que la lengua evolucionó través de este proceso mediante el que los humanos crean significado. Así, la especie humana tuvo que “hacer sentido del mundo complejo en el que evolucionó: para clasificar, o agrupar en categorías, los objetos y acontecimientos dentro de su conocimiento”. Estas categorías no nos son dadas a través de los sentidos;  tienen que ser “interpretadas”. Para tomar esta posición de la función activa de la gramática en la interpretación de la “realidad”, Halliday estuvo influido por Whorf.

### Función lógica
Halliday describe la función lógica como aquellos sistemas “que instalan relaciones  lógico–semánticas entre una unidad oracional y otra” Los sistemas que vienen bajo la función lógica son la taxia y las relaciones lógico-semánticas. Cuándo dos cláusulas están combinadas, un hablante escoge si da a ambas cláusulas el mismo estatus, o hace a una dependiente de la otra. Además, un hablante escoge alguna relación de significado en el proceso de unir cláusulas. Halliday argumenta que los significados que hacemos en tales procesos están más estrechamente relacionados con la función experiencial. Por esta razón,  pone el la lógica y la experiencial bajo una sola categoría.

## Función interpersonal
La función interpersonal se refiere a las elecciones gramaticales que permiten a los hablantes desarrollar sus diversas y complejas relaciones interpersonales. Este principio de la lingüística sistémico funcional  está basado en la afirmación de que un emisor de discurso no sólo habla de algo, siempre está hablando con alguien o hablándole a alguien. La lengua no sólo interpreta la experiencia, sino que simultáneamente representa “los encuentros interpersonales esenciales para nuestra supervivencia”. Halliday argumenta que estos encuentros:
"varían de los microencuentros cotidianos que cambian rápidamente – la mayoría de estos son encuentros semióticos donde establecemos y mantenemos patrones complejos de diálogo– a los más permanentes relaciones institucionalizadas que en conjunto constituyen el vínculo social."
Los sistemas gramaticales que relaciona a la función interpersonal incluyen Modo, Modalidad, y Polaridad.

## Función textual
Halliday dice que tanto la función experiencial como la interpersonal están intricadamente organizadas, pero que entre las dos “existe poco constreñimiento”. Esto significa que “en general,  puedes poner cualquier ‘giro' interaccional en cualquier contenido representacional”. Lo que permite que los significados de estos dos modos se combinen libremente es la interfaz de un tercero: un modo distinto de significación al que Halliday denomina función textual. El término abarca todos los sistemas gramaticales responsables de gestionar el flujo de discurso. Aunque el sistema que más destaca y ha sido más productivo para la investigación es el sistema de estructura temática. Dicho sistema se compone de las elecciones de tema y rema. Estos sistemas “crean texto coherente – texto que es coherente consigo mismo y con el contexto de situación”. Son tanto estructurales (las elecciones que relacionan al ordenamiento de los elementos en la cláusula), como no-estructurales (elecciones que crean lazos cohesivos entre unidades que tienen vínculo estructural). Los sistemas gramaticales pertinentes incluyen estructura temática y progresión temática; así como los sistemas de cohesión, como Referencia, Sustitución, y Elipsis. Halliday Argumenta que la función textual es distinta de las otras dos porque su objeto de estudio es la lengua misma. A través de la función textual, la lengua “crea un mundo semiótico propio: un universo paralelo, o ‘realidad virtual' en términos modernos”.